# 2000年シドニーオリンピックのジャマイカ選手団
2000年シドニーオリンピックのジャマイカ選手団（2000ねんシドニーオリンピックのジャマイカせんしゅだん）は、2000年9月15日から10月1日にかけてオーストラリアのニューサウスウェールズ州シドニーで開催された2000年シドニーオリンピックのジャマイカ選手団、およびその競技結果。

## 概要
今大会は銀メダル6個、銅メダル3個の合計9個のメダルを獲得した。

## メダル
| メダル | 選手名                                                                                          | 競技 | 種目             |
| ------ | ----------------------------------------------------------------------------------------------- | ---- | ---------------- |
| 銀     | マイケル・ブラックウッド グレッグ・ホートン クリストファー・ウィリアムズ ダニー・マクファーレン | 陸上 | 男子4×400mリレー |
| 銀     | タイナ・ローレンス                                                                              | 陸上 | 女子100m         |
| 銀     | ロレイン・グラハム                                                                              | 陸上 | 女子400m         |
| 銀     | デオン・ヘミングス                                                                              | 陸上 | 女子400mハードル |
| 銀     | タイナ・ローレンス ベロニカ・キャンベル ビバリー・マクドナルド マリーン・オッティ               | 陸上 | 女子4×100mリレー |
| 銀     | サンディー・リチャーズ キャサリン・スコット デオン・ヘミングス ロレイン・グラハム               | 陸上 | 女子4×400mリレー |
| 銅     | グレッグ・ホートン                                                                              | 陸上 | 男子400m         |
| 銅     | マリーン・オッティ                                                                              | 陸上 | 女子100m         |
| 銅     | ビバリー・マクドナルド                                                                          | 陸上 | 女子200m         |